# Heiligenbach (Dobelbach)
Der Heiligenbach ist ein 3,7 km langer Bach auf der Hohenloher Ebene im nördlichen Baden-Württemberg, der bei Untermünkheim im Landkreis Schwäbisch Hall mit dem rechten und westlichen Sperbersbach zum nur kurzen Dobelbach zusammenfließt, der dann im Dorf bald von links in den mittleren Kocher mündet. 

## Geographie

### Verlauf
Der Heiligenbach entsteht in unbeständigem Lauf an der K 2565 von Braunsbach-Herdtlingshagen nach Untermünkheim-Gaisdorf etwa 300 Meter südlich von deren Brücke über die A 6 auf etwa 430 m ü. NN. Unter zunächst nur sehr langsamer Eintiefung läuft er etwa zwei Kilometer lang, begleitet von einer sehr lückenhaften Gehölzgalerie, zwischen den flurbereinigten Ackerflächen nach Südwesten. Dann tritt er auf etwa 385 m ü. NHN in seine steile und bewaldete Muschelkalk-Klinge ein, hier erstmals führt er recht beständig Wasser. Die Klinge tieft sich auf dem ersten Kilometer bis auf etwa 320 m ü. NHN ein. Dann überquert ihn die B 19, die hier aus einer kleinen rechten Seitenklinge von der Hochebene her ins Tal tritt und ihm auf dem linken Hang, dann bis zu dessen Mündung auch dem Dobelbach folgt. Auf den restlichen etwa 700 Metern seines Laufes schlagen Heiligenbach und seine Klinge einen Bogen nach links, auf Südostkurs läuft er dann mit dem aus einer Klinge aus dem Westen sich nähernden Sperbersbach auf 288,3 m ü. NN am unteren Talwaldrand und kurz vor Untermünkheim zusammen. Der so entstandene Dobelbach fließt in Zulaufrichtung des Heiligenbachs weiter und mündet nach etwa einem Kilometer Lauf durchs Dorf in den mittleren Kocher.
Der Heiligenbach ist zwar kürzer als der Sperbersbach, hat aber mehr an Einzugsgebiet, er wird als der hydrologische Hauptquellstrang des Dobelbachs angesehen.

### Einzugsgebiet
Der Heiligenbach hat ein Einzugsgebiet von 4,2 km² Größe. Jenseits der Wasserscheide im Nordwesten entwässert die obere Kupfer, im Norden der Eschentaler Bach, im Osten bis Südosten des Einzugsgebietes ziehen zwei kleinere Klingenzuflüsse (Geißklingenbach, Enselbach) und ansonsten nur kurze Runsen und Hanggerinne wie die anderen genannten Konkurrenten zum Kocher.
Die größte Erhebung im Einzugsgebiet ist eine flache, von einem Stromleitungsmast markierte Ackerkuppe an seiner Nordostspitze nahe der A 6 auf 436,8 m ü. NN. Der größte Teil der Fläche ist Offenland auf der flachhügeligen Hohenloher Ebene, das weit überwiegend beackert wird; der Waldanteil beschränkt sich auf wenig über 0,4 km² Anteil am Seeholz an der nördlichen Wasserscheide, wenig über 0,3 km² Klingenwald am Unterlauf und die nur etwa 4 ha große Waldinsel Krappenholz rechts über dem Mittellauf.
Siedlungsplätze im Einzugsgebiet sind allein das Nordende des Weilers Gaisdorf und das Übrigshausener Steigenhaus am oberen Ende der von der B 19 genutzten Seitenklinge, sie gehören beide wie auch fast die ganze Fläche zu Untermünkheim. Sonst hat nur die Gemeinde Braunsbach einen winzigen Anteil, zu ihr gehören etwa 2 ha Ackerfläche am Nordosteck mit dem höchsten Punkt.

### Zuflüsse und Stillgewässer
Etwa einen Kilometer nach seinem Ursprung läuft dem Heiligenbach von links ein Feldweggraben aus Richtung Gaisbach zu; er, wie auch der gesamte Lauf des Heiligenbachs bis zu seinem Klingeneintritt, führt nur unbeständig Wasser. Die zulaufende Steigenklinge der B 19 ist zwar steil eingegraben, die die gesamte Klingensohle füllende Bundesstraße ist hier aber nur von meist trockenen Erdgräben begleitet. Am Nordrand des Krappenholzes liegt auf einer flachen Kuppe gegen die obere Kupfer zu ein Teich von unter 0,1 ha Fläche ohne klare Entwässerungsrichtung.

## Geologie
Der Heiligenbach entsteht in einer quartären Lösssedimentauflage des  Lettenkeupers (Erfurt-Formation), in dem er danach in weiter Mulde neben lösssedimentbedeckten Hügelrücken bis zu seinem Klingeneintritt läuft. Dort erreicht er den Oberen Muschelkalk und erst kurz vor dem Zusammenfluss dann den Mittleren.